# Макгуайр, Брайан
Бра́йан Макгуа́йр (англ. Brian McGuire, 13 декабря 1945 года, Мельбурн — 29 августа 1977 года, Брэндс-Хэтч) — австралийский автогонщик, пилот Формулы-1.

## Биография
Родился в Мельбурне. В 1966 году переехал в Европу, где занимался бизнесом по продаже техники. В 1969 году приобрёл шасси Формулы-Форд, на котором выступал в гонках с 1969 по 1971 год, одержал одну победу. С 1971 года перешёл в Формулу-3, где совместно с Аланом Маккалли и Аланом Джонсом основал организацию «Australian International Racing Org.» (AIRO), занимавшуюся поддержкой пилотов. В 1972 году прекратил занятия автоспортом и сосредоточился на управлении бизнесом. Вернулся в гонки в 1974 году в качестве пилота автомобиля «Троян T101» Формулы-5000, позже пересел за руль автомобиля «Лола T332». В 1976 году приобрёл автомобиль «Williams FW04», на котором завоевал поул и выиграл этап Формулы-5000 в Тракстоне, а также заявил свой автомобиль на Гран-при Великобритании 1976 года чемпионата мира Формулы-1, в котором принимал участие в качестве резервного пилота. На следующий год снова появился на Гран-при Великобритании уже в качестве основного пилота на том же автомобиле, переименованном в «МакГуайр BM1», на котором не прошёл предквалификацию. Месяцем спустя во время тренировки на автодроме Брэндс-Хэтч на его автомобиле сломался педальный узел, и Макгуайр вылетел с трассы и погиб. В аварии также погиб пожарный, оказавшийся на пути автомобиля.

## Результаты гонок в Формуле-1
| Легенда к таблице |                                                                    |
| --- | ------------------------------------------------------------------ |
| В таблице перечислены результаты всех Гран-при Формулы-1, в которых принимал участие гонщик. Строками таблицы являются сезоны, столбцами — этапы чемпионата мира. В каждой клетке указаны сокращённое название этапа и результат, дополнительно обозначенный цветом. Расшифровка обозначений и цветов представлена в нижеследующей таблице. |                                                                    |
| \| Пример \| Описание \| \| ------------ \| ------------------------------------------------------------------ \| \| 1 \| Победитель \| \| 2 \| Второе место \| \| 3 \| Третье место \| \| 5 \| Финишировал, заработав очки \| \| Сход \| Не финишировал, но при этом заработал очки \| \| 12 \| Финишировал, не получив очков \| \| НКЛ \| Финишировал, но не попал в финальную классификацию \| \| 15 \| Участвовал вне зачёта, либо по отдельной классификации \| \| 18 \| Не финишировал, но попал в финальную классификацию \| \| Сход \| Не финишировал \| \| НКВ \| Не прошёл квалификацию \| \| НПКВ \| Не прошёл предквалификацию \| \| ДСК \| Дисквалифицирован \| \| ИСК \| Исключён из протокола соревнований \| \| ТТ \| Заявлен для участия только в тренировках \| \| НС \| Участвовал в квалификации, но не стартовал в гонке \| \| Т \| Травмирован или болен \| \| ОТК \| Отказ от участия \| \| НТР \| Прибыл на соревнования, но на трассу не выезжал \| \| НПР \| Был заявлен в числе участников, но не прибыл к началу соревнований \| \| О \| Соревнования отменены \| \| \| Не участвовал \| \| Поул-позиция \| \| \| Быстрый круг \| \| |                                                                    |
| Пример | Описание                                                           |
| 1 | Победитель                                                         |
| 2 | Второе место                                                       |
| 3 | Третье место                                                       |
| 5 | Финишировал, заработав очки                                        |
| Сход | Не финишировал, но при этом заработал очки                         |
| 12 | Финишировал, не получив очков                                      |
| НКЛ | Финишировал, но не попал в финальную классификацию                 |
| 15 | Участвовал вне зачёта, либо по отдельной классификации             |
| 18 | Не финишировал, но попал в финальную классификацию                 |
| Сход | Не финишировал                                                     |
| НКВ | Не прошёл квалификацию                                             |
| НПКВ | Не прошёл предквалификацию                                         |
| ДСК | Дисквалифицирован                                                  |
| ИСК | Исключён из протокола соревнований                                 |
| ТТ | Заявлен для участия только в тренировках                           |
| НС | Участвовал в квалификации, но не стартовал в гонке                 |
| Т | Травмирован или болен                                              |
| ОТК | Отказ от участия                                                   |
| НТР | Прибыл на соревнования, но на трассу не выезжал                    |
| НПР | Был заявлен в числе участников, но не прибыл к началу соревнований |
| О | Соревнования отменены                                              |
| | Не участвовал                                                      |
| Поул-позиция |                                                                    |
| Быстрый круг |                                                                    |

| Сезон | Команда       | Шасси        | Двигатель | Ш | 1   | 2   | 3   | 4   | 5   | 6   | 7   | 8   | 9   | 10       | 11  | 12  | 13  | 14  | 15  | 16  | 17  | Место | Очки |
| ----- | ------------- | ------------ | --------- | - | --- | --- | --- | --- | --- | --- | --- | --- | --- | -------- | --- | --- | --- | --- | --- | --- | --- | ----- | ---- |
| 1977  | Brian McGuire | МакГуайр BM1 | Косворт   | G | АРГ | БРА | ЮАР | СШЗ | ИСП | МОН | БЕЛ | ШВЕ | ФРА | ВЕЛ НПКВ | ГЕР | АВТ | НИД | ИТА | США | КАН | ЯПО | -     | 0    |